# Yun Ye-bin
Yun Ye-bin (윤예빈?; Boryeong, 16 aprile 1997) è una cestista sudcoreana.

## Carriera
Con la Corea del Sud ha disputato i Giochi olimpici di Tokyo 2020 e i Campionati mondiali del 2022.